# وزارة نوري السعيد الثانية عشر
وزارة نوري السعيد الثانية عشر هي الحكومة العراقية الحادية والخمسون، خلفت هذه الوزارة وزارة أرشد العمري الثانية.
تشكلت الوزارة في 3 أيلول 1954 واستمرت إلى 17 كانون الأول 1955 وتشكلت بعدها وزارة نوري السعيد الثالثة عشر.

## التشكيلة الوزارية
تكونت الوزارة من الوزراء أدناه:
- رئيس الوزراء: نوري السعيد، وكذلك وزير الدفاع
- وزير الداخلية: سعيد قزاز، كان خارج العراق عند تشكيل الوزارة فشغل المنصب بالوكالة وزير المعارف خليل كنة حتى 24 آب 1954.[2]
- وزير الخارجية: موسى الشابندر، كان خارج العراق عند تشكيل الوزارة فشغل المنصب بالوكالة وزير الشؤون الاجتماعية شاكر الوادي حتى 24 تشرين الأول 1954، وبسبب حالته الصحية التي تضطره للعيش خارج العراق عين سفيرا في الولايات المتحدة في 7 أيار 1955 وعين الوزير بلا وزارة برهان الدين باش أعيان خلفا له.[2]
- وزير المالية: ضياء جعفر
- وزير العدلية: محمد علي محمود، كان خارج العراق عند تشكيل الوزارة فشغل المنصب بالوكالة وزير الشؤون الاجتماعية شاكر الوادي حتى 30 آب 1954.[2] في 14 تشرين الثاني 1955، عين محمد علي محمود وزيرا للإعمار بالأصالة فشغل عبد الجبار التكرلي منصب وزير العدلية.[2]
- وزير الاقتصاد: نديم الباجه جي
- وزير الزراعة: عبد الوهاب مرجان، انتخب رئيسا لمجلس النواب في 16 أيلول 1954 فعين الوزير بلا وزارة رشدي الجلبي خلفا له.
- وزير المواصلات والأشغال العامة: صالح صائب الجبوري
- وزير الصحة: محمد حسن سلمان
- وزير الإعمار: عبد المجيد محمود القره غولي*
- وزير المعارف: خليل كنة
- وزير الشؤون الاجتماعية: شاكر الوادي
- وزراء بلا وزارة:
  - برهان الدين باش أعيان، عين وزير خارجية لاحقا.
  - أحمد مختار بابان، استقال في 16 أيلول 1954 ثم عين نائبا لرئيس الوزراء في 24 تشرين الأول 1954[2]
  - رشدي الجلبي، عين وزير رزاعة لاحقا.
  - علي الشرقي

في عام 1955، طلب رئيس الوزراء نوري السعيد من وزير الإعمار عبد المجيد محمود تقديم استقالته من وزارة الإعمار لأنه لم يكن بمستوى مسؤوليته، وفعلاً قدم استقالته من الوزارة ولكنه أبقي وزيراً بلا وزارة حفظاً لماء وجهه وعين وزير العدلية محمد علي محمود وزيراً للإعمار بالوكالة حتى 14 تشرين الثاني 1955 حيث صار وزيرا للإعمار بالأصالة.